# Incense and Peppermints
Singles de Strawberry Alarm Clock
Tomorrow
(décembre 1967)
Incense and Peppermints est une chanson du groupe de rock américain Strawberry Alarm Clock, sortie en 1967. Elle se classe no 1 des ventes au mois de novembre pendant une semaine.